# Jérémie Flemin
Jérémie Flemin, né le 15 novembre 1991 à Apt, est un patineur artistique français, puis naturalisé polonais.

## Palmarès
Avec deux partenaires :
- Anastasia Voronkova  pour la France  (1 saison : 2013-2014)
- Justyna Plutowska pour la Pologne  (4 saisons : 2016-2020)

| Compétition/Saison                                                                                 | 2014 | 2015 | 2016 | 2017 | 2018 | 2019 | 2020 |
| Jeux olympiques d'hiver                                                                            |      |      |      |      |      |      |      |
| Championnats du monde                                                                              |      |      |      |      |      |      | CA   |
| Championnats d'Europe                                                                              |      |      |      |      | 21e  | 22e  | 22e  |
| Championnats de France                                                                             | 3e   |      |      |      |      |      |      |
| Championnats de Pologne                                                                            |      |      |      | F    | 2e   | 2e   | 2e   |
| Légende : F = Forfait ; CA = Championnats du monde 2020 annulés à cause de la pandémie de Covid-19 |      |      |      |      |      |      |      |